# 秋田県立湯沢商工高等学校
秋田県立湯沢商工高等学校（あきたけんりつ ゆざわしょうこうこうとうがっこう）は、秋田県湯沢市成沢にあった公立高等学校。湯商工（ゆしょうこう）や、湯商（ゆしょう）の通称で呼ばれていた。

## 概要
秋田県南部の平鹿・雄勝地区の商業と工業の専門高校として親しまれた。同校のある湯沢市は特に電子デバイスや酒造といった工業が発展している。長らく大規模な専門課程を置く専門高校が近隣に少なかった事もあり、仙北地区や由利地区からの入学者も多かった。また、就職志向が強い地域であるので、嘗てほどの勢いは無いものの、学力は情報処理科を筆頭に近隣の進学校に肩を並べた。その学力は秋田県内の高校での資格取得数が一位であることにも現れていた。部活動が盛んであった。また、秋田県内で初めて制服にブレザーを採用した高校でもあった。

## 設置学科
- 全日制課程
  - 商業科
  - 情報処理科
  - 電子機械科

## 沿革
- 1965年（昭和40年）4月1日 - 秋田県立湯沢商業高等学校として開校。
- 1988年（昭和63年） - 電子機械科を設置に伴い、校名も現在の秋田県立湯沢商工高等学校に変更。
- 2011年（平成23年）3月31日 - 新設の秋田県立湯沢翔北高等学校への統合に伴い、閉校。

## 部活動

### 運動部
- 剣道、柔道、硬式野球、スキー、ソフトボール、卓球、ソフトテニス、バスケットボール、バレーボール、陸上競技

### 文化部
- 吹奏楽、写真、美術、商業クラブ、工業クラブ

## 出身者
- 高橋優 - 歌手
- 華桜小桃 - 漫画家

## アクセス
- JR奥羽本線 - 下湯沢駅から徒歩で30分